# Neolophonotus bezzi
Neolophonotus bezzi là một loài ruồi trong họ Asilidae. Neolophonotus bezzi được Londt miêu tả năm 1986. Loài này phân bố ở vùng nhiệt đới châu Phi.